# Trachypollia turricula
Trachypollia turricula is een slakkensoort uit de familie van de Muricidae. De wetenschappelijke naam van de soort is voor het eerst geldig gepubliceerd in 1884 door Maltzan.